# 黄启江
黄启江（1962年8月—），广西平果人，壮族，中华人民共和国政治人物，第十二届全国人民代表大会广西地区代表，第四届百色市人大代表。為百色百矿集团有限公司党委书记、董事长。

## 生平
毕业于焦作工学院采矿工程专业。1983年进入百色地区东笋煤矿（現為百矿集团）工作。
加入中国共产党。2013年，担任全国人大代表。
曾獲得广西优秀企业家、广西五一劳动奖章等榮譽，2017年獲全国五一劳动奖章。